# Región Los Libertadores-Wari
La Región Los Libertadores-Wari fue una de las doce regiones en que se subdividió el territorio peruano durante la Primera iniciativa de Regionalización, llevada a cabo entre los años 1988 y 1992.
Esta región estuvo integrada por las provincias de los actuales departamentos de Ica, Ayacucho y Huancavelica, más las provincias de Andahuaylas y Chincheros, en el Departamento de Apurímac.